# Подтурн-при-Доленьських Топлицах
Подтурн-при-Доленьських Топлицах (словен. Podturn pri Dolenjskih Toplicah) — поселення в общині Доленьське Топлице, регіон Південно-Східна Словенія, Словенія. Висота над рівнем моря: 182 м.